# Gloster E.28/39

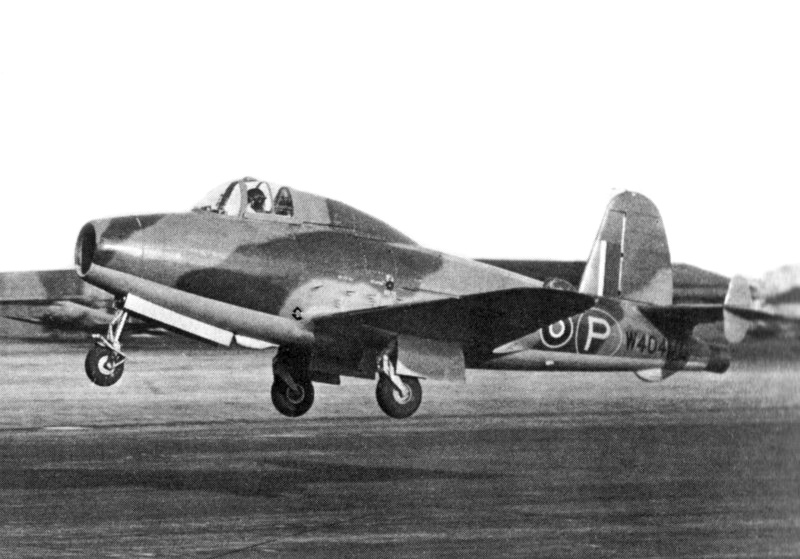
Premier prototype du E28/39.

Le Gloster E28/39 est le premier avion à réaction britannique, conçu par l'ingénieur Franck Whittle chez Gloster Aircraft Ltd.. Il a volé pour la première fois le 15 mai 1941.
Cet avion était un prototype et n'a jamais volé en opération, durant la Seconde Guerre mondiale.
Cet avion fut l'ancêtre, notamment, du Gloster Meteor, premier avion à réaction allié utilisé au feu, durant la Seconde Guerre mondiale, entre autres dans le rôle de chasseur des avions-fusée allemands V1.